# Regolamento Internazionale delle Carrozze

L’Accord sur l’échange et l’emploi des voitures en trafic international ou RIC (Regolamento Internazionale delle Carrozze) est un règlement pour l'emploi réciproque des voitures et des fourgons en trafic international, issu d'un accord entre pays européens en 1922. 

## Histoire
Jusqu'en 1982, le RIC était placé sous l'autorité des Chemins de fer fédéraux suisses mais c'est depuis l'Union internationale des chemins de fer qui en a repris la responsabilité. L'accord s'applique aujourd'hui aux 27 sociétés de chemins de fer représentant l'ensemble des pays de l'Union européenne, à l'exclusion de l'Irlande et de la Finlande.

## Réglementation
Le RIC définit les spécifications techniques auxquelles doivent satisfaire les voitures pour assurer un service international. Les voitures concernées se voient appliquer une inscription RIC et peuvent être utilisées en service international sans autorisation préalable.

Inscription dans le cartouche RIC figurant en bas de caisse d'une voiture apte aux 200 km/h pouvant être embarquée en ferry.

L'inscription RIC peinte sur les voitures indique la vitesse maximale de la voiture, la tension électrique et l'intensité maximale admissible par le collecteur. Un pictogramme représentant une ancre signale les voitures pouvant être embarquées en ferry. Quand le cartouche mentionne des codes de pays, la voiture ne peut être utilisée que dans les pays en question.
Le numéro UIC d'une voiture RIC commence par 51, 52, 53, 61, 62, 63, 71 ou 73. Le numéro UIC 71 n'a été utilisé que de 1971 à 1995 pour les voitures-lits gérées en pool. Ce pool, appelé TEN, ne concernait que l'Europe occidentale et se limitait aux voitures-lits CIWL ou DSG.

Marquage d'une voiture non RIC mais faisant l'objet d'un accord particulier avec la Suisse et l'Allemagne.

Des voitures peuvent être utilisées dans des liaisons internationales sans relever de la RIC. Elles nécessitent un accord particulier entre les sociétés de chemin de fer concernées. Ces voitures peuvent arborer un marquage de type RIC, mais avec une croix à la place du sigle RIC et l'indication des codes des pays extérieurs au pays d'origine où la voiture peut être utilisée.